# (196772) Fritzleiber
(196772) Fritzleiber ist ein im äußeren Hauptgürtel gelegener Asteroid. Er wurde am 23. September 2003 vom französischen Astronomen Bernard Christophe am Observatorium Saint-Sulpice (IAU-Code 947) in Saint-Sulpice, Kanton Noailles entdeckt.
Der Asteroid ist Mitglied der Koronis-Familie, einer Gruppe von Asteroiden, die nach (158) Koronis benannt ist. Die zeitlosen (nichtoskulierenden) Bahnelemente von (196772) Fritzleiber sind fast identisch mit denjenigen von acht weiteren Asteroiden, zu denen unter anderem (15462) Stumegan gehört.
(196772) Fritzleiber wurde am 18. Februar 2011 nach dem US-amerikanischen Autor Fritz Leiber (1910–1992) benannt. In der Widmung erwähnt wird sein erster Roman Gather, Darkness!  (in der deutschen Übersetzung Das Licht der Finsternis).